# Litzlhof (Gemeinde Lendorf)

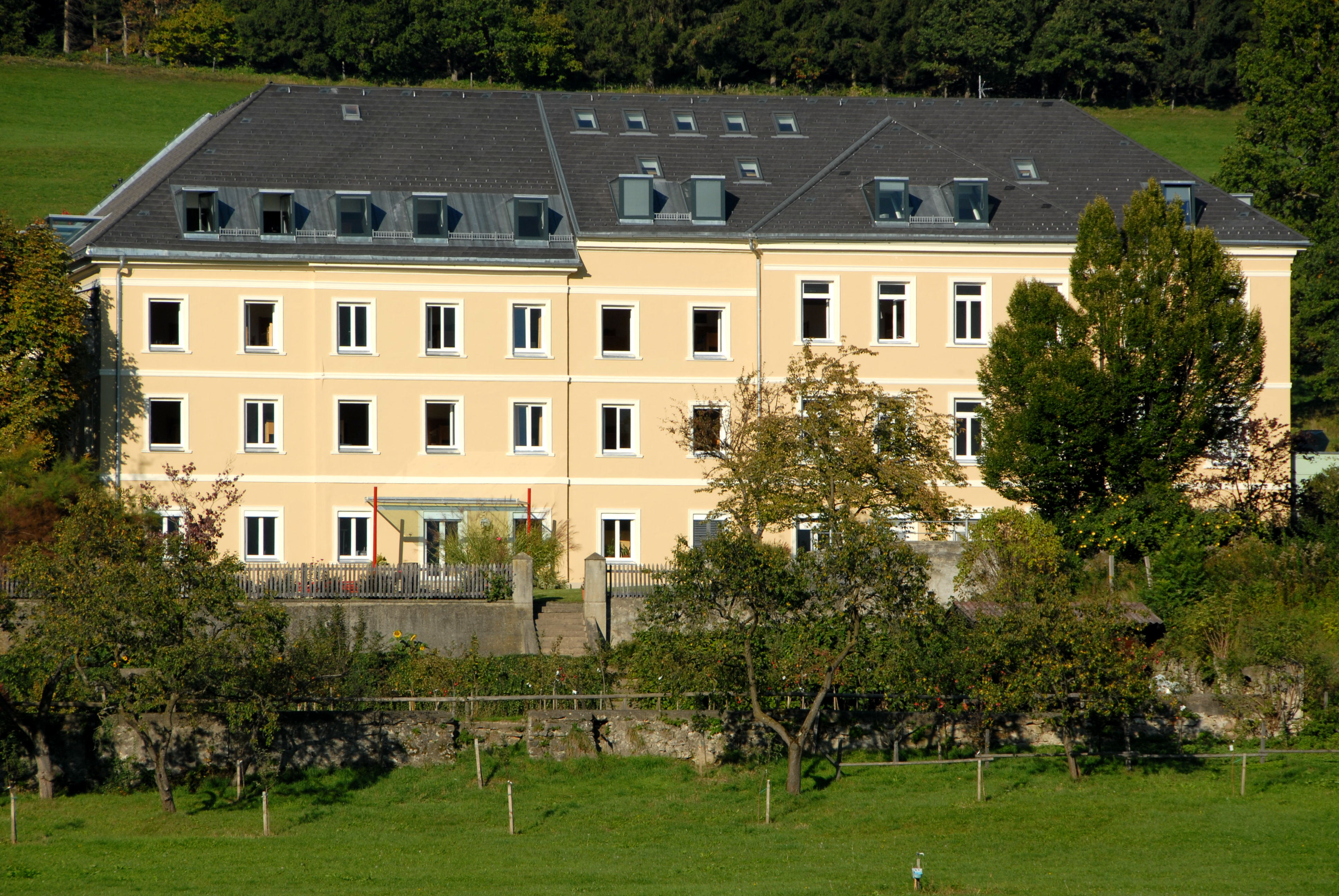
Litzlhof (2006)

Der Litzlhof ist ein im 16. Jahrhundert als ländlicher Herrensitz errichtetes Bauwerk und zudem formal eine Ortschaft in der Gemeinde Lendorf in Kärnten. Das denkmalgeschützte Gebäude (Listeneintrag) ist seit 1908 im Besitz des Landes Kärnten und beherbergt eine Landwirtschaftsschule.

## Geschichte
Die Geschichte des am Südhang des Hühnersberges, nordöstlich des Dorfes Pusarnitz gelegenen Litzlhofes – der Name bedeutet „Kleiner Hof“ von mhdt. lützel = klein – lässt sich zwar bis zum Jahr 1501 zurückverfolgen. Die älteste urkundliche Erwähnung ist allerdings einige Jahre jünger: Am 1. Mai 1568 verkauften die Brüder Hans und Christof der Ambtmann zu der Weiden ihre Rechte an dem Gut. Von da an blieb das Anwesen bis zum Jahr 1861 im Besitz der Familie, die sich nunmehr mit dem ersten Eigentümer Christian „Litzlhofer“ nannte. Einige von ihnen hatten regional bedeutsame Ämter inne, Adam Litztlhofer etwa war 1607 Marktrichter in Obervellach. Der letzte „Litzlhofer“ war Eduard von Litzlhofen, der 1859 nach der Schlacht von Solferino zum Ritter des Militär-Maria-Theresia-Ordens ernannt wurde. Er starb im Jahr 1888 und war zu diesem Zeitpunkt schon lange nicht mehr Besitzer des Litzlhofes, der 1861 an Theodor Freiherr von Aichelburg verkauft worden war.
Nach einigen weiteren Besitzerwechseln geriet das Anwesen schließlich im Jahr 1908 in den Besitz des Landes Kärnten, das dort eine landwirtschaftliche Fachschule einrichtete, die heute noch besteht. Nach dem Erwerb wurde das ehemalige Schloss im Jahr 1910 aufgestockt und erweitert. Im Abwehrkampf diente der Litzlhof kurzzeitig als Internierungslager. Die gesamte Anlage umfasst heute mehrere Gebäude.

## Liste der Eigentümer
Eigentümer des Anwesens waren bzw. sind:
- Peter am Litzlhof 1501, Untertan der Amtmann und Umfahrer
- Matthäus 1513 und 1519, Untertan der Amtmann und Umfahrer
- Christian Litzlhofer, erster Eigentümer, der den Hof selbst bewirtschaftet, genannt 1552, gestorben 1577
- Adam, 1603 und 1604 Bürger und Marktrichter zu Obervellach, gestorben 1620
- Wilhelm, 1648 von Graf Martin Widmann zur Ortenburg geadelt, gestorben 1685
- Ferdinand († 1699)
- Christoph Ferdinand († 1731)
- Chrysanth Ferdinand († 1774)
- Balthasar († 1808)
- Johann (1808–1832)
- Josef (1832–1835)
- Josef Leopold (1835–1861)
- Theodor, Freiherr von Aichelburg (1861–1874)
- Benno Martiny (1874–1880)
- Josef Damian (1880–1908)
- Land Kärnten (seit 1908)
- Landesimmobiliengesellschaft Kärnten (seit 2002)

## Baubeschreibung
Der Litzlhof ist heute eine große, dreigeschoßige Anlage. Vom ursprünglichen Bestand existiert nur noch der südliche Trakt, der 1910 von zwei auf drei Geschoße ausgebaut wurde. Im Erdgeschoß finden sich einige Gewölbe aus der Bauzeit.